# Estampida en Corinaldo de 2018
La estampida de Corinaldo fue una estampida humana ocurrió el 8 de diciembre de 2018 en el club nocturno Lanterna Azzurra en Corinaldo, Marche, Italia. Seis personas murieron y 59 resultaron heridas.
En el momento de la estampida, hubo un concierto de rap encabezado por Sfera Ebbasta en el club nocturno Lanterna Azzurra. La estampida comenzó alrededor de la 1:00 a. m., supuestamente después de que alguien roció una "sustancia irritante" entre la multitud. En algún momento durante la estampida, una valla metálica se derrumbó fuera del club nocturno, lo que provocó que las personas se cayeran una encima de la otra, lo que provocó múltiples muertes y lesiones.
Según los investigadores y la radio estatal, había alrededor de 1,400 personas adentro en ese momento, a pesar de que la capacidad máxima de la discoteca era de 469. Aproximadamente 600 entradas fueron escaneadas para la entrada, lo que dejó poco claro si cientos de otras personas se habían colado en el club nocturno.

## Investigación
Hubo múltiples informes de que la estampida fue provocada por alguien en el club que roció una "sustancia irritante". Los investigadores que rastrearon el edificio anunciaron el descubrimiento de una lata de spray de pimienta el 9 de diciembre, pero no confirmaron si era responsable de desencadenar una estampida.  El 10 de diciembre, la policía anunció el resto de un adolescente de 16 años y miembro de una pandilla de quien se sospechaba que había provocado spray de pimienta en el club nocturno mientras intentaba robar un collar de oro a una mujer que asistía a un concierto. Siete adultos, incluidos los dueños del club y los organizadores de conciertos, también fueron sometidos a investigación en relación con la estampida..